# Quasar (comics)
Ne doit pas être confondu avec Quasar (bande dessinée).
Pour les articles homonymes, voir Quasar (homonymie).
 (janvier 2022).
Si vous disposez d'ouvrages ou d'articles de référence ou si vous connaissez des sites web de qualité traitant du thème abordé ici, merci de compléter l'article en donnant les références utiles à sa vérifiabilité et en les liant à la section « Notes et références ».
Quasar est le nom de deux personnages appartenant à l’univers de Marvel Comics.
Le premier Quasar, Wendell Vaughn, fait partie des héros dits « cosmiques » car la majeure partie de ses aventures se déroula dans l'espace, en compagnie d’entités puissantes (Eon, Epoch), et non de simples super-héros terrestres.
Il eut droit à sa propre série homonyme en 1989, écrite par Mark Gruenwald, qui s'étala sur 60 numéros jusqu'en 1994.
De 2006 à 2008, après la mort apparente de Quasar, premier du nom, Phyla-Vell reprit l'identité costumée de Quasar, avant de prendre le nom de Martyr.

## Le premier Quasar: Wendell Vaughn

### Création du personnage
Wendell Vaughn a été créé en 1978 par Don Glut, Roy Thomas et John Buscema dans Captain America #217. Sa première apparition en tant que Quasar eut lieu dans Incredible Hulk #234, sous la plume de Roger Stern et le crayon de Sal Buscema. Il réapparut par la suite à de nombreuses reprises dans Marvel Two-in-One.

### Biographie fictive

#### Origine
Wendell Vaughn était un jeune agent du SHIELD, idéaliste et donc peu capable d'agir sur le terrain selon ses supérieurs.
Sa première mission fut de surveiller des scientifiques travaillant sur les Bracelets Quantiques (portés par le précédent Marvel Boy, Robert Grayson) dans un laboratoire. Un pilote servant de cobaye fut tué lors des tests d'utilisation, n'ayant pu contrôler les artéfacts. Quand l’A.I.M. attaqua le laboratoire, Vaughn prit les Bracelets pour se défendre. Toutefois, il maitrisait mal les artéfacts qui se chargèrent trop vite en énergie. Paniqué à l'idée qu'ils explosent sur Terre, il choisit de se sacrifier en s'envolant dans l'espace. À sa grande surprise, l'énergie se dissipa et il découvrit que le contrôle des Bracelets dépendait non pas d'une volonté inflexible, mais d’un tempérament fluide et peu agressif.
L'agent devint donc un super-héros, tout d'abord sous le nom de code de Marvel Boy, puis Marvel Man et enfin Quasar. C'est sous ce dernier nom qu'il quitta la Terre pour explorer l'espace.

#### Le protecteur de l’univers
Quasar séjourna sur Uranus, la planète où le premier Marvel Boy avait reçu les Bracelets. Il y rencontra Eon, qui lui apprit qu'il l’avait choisi comme Protecteur de l'Univers, rôle qu'avait tenu feu Captain Mar-Vell avant lui. Quasar accepta de devenir le nouveau Protecteur et Eon l’éclaira sur le vaste potentiel des Bracelets, lui donnant alors un contrôle total de son pouvoir jusque-là à peine maîtrisé. 
Il retourna sur Terre et rejoignit les Vengeurs.
Lors d'un combat, Maelstrom le tua, ainsi qu’Eon. Toutefois, il fut recréé en tant qu'être d'énergie pure par l'Infinité et il affronta de nouveau Maelstrom au cœur d'un trou noir. Maelstrom fut détruit par les Bracelets et Quasar se servit de l'énergie de sa mort pour ressusciter son enveloppe charnelle. On apprit par la suite qu’Eon s'était réincarné sous la forme de son rejeton, Epoch.
Quasar fut un des intervenants majeurs de deux crossover galactiques : Operation Galactic Storm (en) et Infinity War (en), au cours de laquelle il affronta Adam Warlock.
Il fut par la suite annihilé par le Mage mais parvint à revenir à la vie, grâce à un artéfact (le Star Brand). Ce même artéfact précipita le cross-over Starblast. C'est à ce moment que sa série régulière s’interrompt.
Il partit vivre dans l'espace, où il affronta la Présence et se fit passer pour mort.

#### Réapparitions
On revit Quasar plusieurs fois, en tant qu'allié des Vengeurs, lors des cross-over Avengers Infinity (en) et Maximum Security. Il y absorba l'essence d’Ego la Planète Vivante et s'exila une fois de plus dans l'espace, de peur qu'elle ne grandisse. Il aida peu après les Quatre Fantastiques contre Galactus.
Récemment, lors du cross-over Annihilation, il fut tué par Annihilus qui draina l'énergie des Bracelets Quantiques.
C'est Phyla-Vell qui hérita les Bracelets, de nouveau chargés. Elle se fit appeler Quasar en l'honneur du héros décédé.

#### Retour de Quasar (2008)
Dans un épisode de Nova vol.4, en 2009, Quasar fit sa réapparition (durant le cross-over Secret Invasion). En effet, des savants du projet Pegasus récupèrent dans la Zone Négative une énergie inconnue, qui était la forme désincarnée de Quasar. Exposé à certaines radiations et grâce à l'aide de Nova, Vaughn réussit à reprendre forme humaine. Il ressurgit donc sur Terre, sous la forme d'un être d'énergie constitué de lumière quantique, et prêta main-forte à Nova et Darkhawk pour repousser l’invasion des Skrulls.
On le revit ensuite porter secours à Drax et Phyla-Vell, aux prises avec Malestrom sur le plan d’Oblivion. Il récupéra ses Bracelets et aida Phyla-Vell à sauver Dragon-Lune du Dragon de la Lune.
Il suivit Nova à travers l'espace pendant le crossover War of Kings (en).
Durant la mort temporaire de Phyla-Vell, il récupéra les Bracelets Quantiques. Lorsque son ami Nova / Richard Rider se vit mourir à petit feu, le corps irradié après avoir abrité Worldmind, Wendell lui offrit les bracelets, ce qui lui permit de survivre et de stopper la dégénération cellulaire qui l'affectait. Nova utilisa les artéfacts pour vaincre Ego la Planète Vivante, recouvra la santé, puis les rendit à leur détenteur initial.

### Pouvoirs et capacités
- Quasar tenait ses pouvoirs des Bracelets Quantiques. Les deux bracelets étaient le support de 7 gemmes chacun, lié au système nerveux du porteur et offrant d'incroyables pouvoirs de manipulation énergétique. Un autre lien le connectait directement à Epoch.
- Les Bracelets sont alimentés en énergie illimitée, venant de la Zone Quantum. Quasar pouvait la libérer sous la forme de rayons de force ou de chaleur, ou la manipuler sous une forme solide (pinces, globes, champ de force impénétrable lui permettant de survivre et de se déplacer dans l'espace). De cette façon, un vol Uranus-Terre prend 4 ans.
- Les Bracelets fonctionnent comme des ordinateurs et aident Quasar à naviguer dans l'espace, et aussi à détecter et analyser les traces d'énergie. Avec le temps, Vaughn avait appris à les programmer. Ainsi, il avait créé une sorte de barrière invisible qui déclenchait une alerte si elle était franchie par certaines menaces extra-terrestre (Kree, Skrull…)
- Les bracelets sont capables de ponctionner d'autres types d'énergie du moment qu'elles font partie du spectre électro-magnétique (cela n'inclut donc pas la magie, les psioniques, ou la Darkforce). On l'a déjà vu utiliser l'énergie solaire ou même l'énergie cosmique du Surfer d'Argent ou de Thanos.
- Quasar pouvait ouvrir des portails vers la Zone Quantum. Il se servait de ces ouvertures pour voyager de manière interstellaire. L'effet est le même qu'une téléportation à travers les galaxies. Ce qu'il appelait un « saut quantique » a un effet destructeur sur l'environnement local, déchirant et augmentant la gravité des atmosphères planétaires, aussi ne l'utilisait-il que dans l'espace.
- Quasar programma ses bracelets pour qu'ils le rendent insensible au contrôle mental. Dragon-Lune et l'Overmind ne purent en percer les défenses.
- Wendell Vaughn est un agent entraîné du SHIELD.
- Désormais composé d'énergie, Quasar pourrait être indestructible. Quand il dépense trop d'énergie, sa structure se dissipe, et il lui faut alors plusieurs jours pour se reconstituer.

## Quasar II : Phyla-Vell (2006–2008)
Le deuxième Quasar a été Phyla-Vell, la fille artificielle de Captain Mar-Vell.
Dans le cross-over Annihilation, quand Annihilus tua le Quasar originel, elle ceignit les Bracelets. Dans le crossover Annihilation Conquest, elle se fait appeler Quasar et porte un costume proche de celui de Wendell Vaughn.
Sur le plan d’Oblivion, Quasar II, Drax le Destructeur et Quasar I luttèrent contre le Dragon de la Lune. Celui-ci vaincu, elle rendit les Bracelets Quantiques à leur premier porteur.

## Apparitions dans d'autres médias
Une théorie avance que Quasar serait apparu dans l'univers cinématographique Marvel Ant-Man et la Guêpe : Quantumania, sous le nom de Quaz, interprété par William Jackson Harper. Cependant, comme le relatent certains médias dont l’estimé Collider, Quazest un personnage nouvellement créé pour les besoins de ce film et serait davantage inspiré d’Arcturus Rann, hero de la série de bandes dessinées Les Micronautes.
Marvel Studios n’ayant pas les droits nécessaires pour utiliser le personnage de comics, le studio le renomme donc Quaz, tout en le dotant des mêmes pouvoirs psioniquesque le personnage d’Arcturus Rann, qui habita un long moment lui aussi une sorte de Royaume Quantique dénommé le Microvers.
En avril 2023, un teaser du film Les Gardiens de la Galaxie Vol. 3 introduit pour quelques secondes la très jeune actrice Kai Zen dans le rôle de Phyla-Vell, semblant être la création du Maître de l'évolution, l’antagoniste du film.